# 이선걸
이선걸(1997년 8월 6일 ~ )은 대한민국의 축구 선수이다. 포지션은 수비수여며 현 K4리그의 당진시민축구단 소속이다.

## 클럽 경력
이선걸은 2019시즌을 앞두고 K리그2의 FC 안양에 입단했다.
2022시즌을 앞두고 전남 드래곤즈에 입단했다.

## 국가대표팀 경력
2019년 3월에 열린 2020년 AFC U-23 챔피언십 예선 멤버로 합류했다.